# Jelonek (Świętajno)
Jelonek (deutsch Grünheyde, 1938 bis 1945 Grünheide) ist ein  Dorf in der polnischen Woiwodschaft Ermland-Masuren, das zur Landgemeinde Świętajno (Schwentainen) im Powiat Olecki (Kreis Oletzko, 1933 bis 1945 Kreis Treuburg) gehört.

## Geographische Lage
Das Dorf Jelonek liegt im nördlichen Osten der Woiwodschaft Ermland-Masuren, 20 Kilometer westlich der Kreisstadt Olecko (Marggrabowa, 1928 bis 1945 Treuburg).

## Geschichte
Unter dem Namen Zielonken, vor 1785 Grün Heyde, nach 1785 Grünheyde wurde das 1938 bis 1945 Grünheide genannte Dorf im Jahre 1709 als Schatulldorf gegründet. Im Jahre 1785 wurden 17, im Jahre 1818 bereits 26 Feuerstellen bei 138 Einwohnern gezählt.
Im Jahre 1874 wurde Grünheyde in den neu errichteten Amtsbezirk Wessolowen (1938 bis 1945 Kleinfronicken, polnisch Wesołowo) eingegliedert, der – 1938 in „Amtsbezirk Fronicken“ (bis 1938 Wronken, polnisch Wronki) umbenannt – bis 1945 bestand und zum Kreis Oletzko (1933 bis 1945 „Kreis Treuburg“) im Regierungsbezirk Gumbinnen der preußischen Provinz Ostpreußen gehörte.
In die Landgemeinde Grünheyde waren die Ortschaften Forsthaus Grünheyde und Klein Grünheyde eingemeindet.
Die Gesamteinwohnerzahl belief sich 1910 auf 212, betrug 1933 bereits 230 und belief sich 1939 wieder auf 212.
Aufgrund der Bestimmungen des Versailler Vertrags stimmte die Bevölkerung im Abstimmungsgebiet Allenstein, zu dem Grünheyde gehörte, am 11. Juli 1920 über die weitere staatliche Zugehörigkeit zu Ostpreußen (und damit zu Deutschland) oder den Anschluss an Polen ab. In Grünheyde stimmten 180 Einwohner für den Verbleib bei Ostpreußen, auf Polen entfiel keine Stimme.
In Kriegsfolge kam das ab 3. Juni 1938 offiziell Grünheide geschriebene Dorf mit dem gesamten Ostpreußen zu Polen und erhielt die polnische Bezeichnung „Jelonek“. Unter dem gleichen Namen wurde der ehemalige Ortsteil Forsthaus Grünheide als Jelonek (polnisch leśniczówka = „Försterei“) verselbständigt und der Gmina Kruklanki (Kruglanken) m Powiat Giżycki (Kreis Lötzen) zugeordnet, während das Dorf selbst zur Gmina Świętajno (Schwentainen) im Powiat Olecki (Kreis Oletzko, 1933 bis 1945 Kreis Treuburg) gehört. War dieser noch vor 1998 der Woiwodschaft Suwałki zugehörig, so ist er seither in die Woiwodschaft Ermland-Masuren einbezogen.

## Religionen
Grünheyde war vor 1945 in die evangelische Kirche Orlowen (1938 bis 1945 Adlersdorf, polnisch Orłowo) in der Kirchenprovinz Ostpreußen der Kirche der Altpreußischen Union und in die katholische Kirche in Marggrabowa (1928 bis 1945 Treuburg, polnisch Olecko) im Bistum Ermland eingepfarrt. 
Heute gehört Jelonek zur katholischen Pfarrkirche Wydminy im Bistum Ełk (Lyck) der Römisch-katholischen Kirche in Polen bzw. zur polnisch-orthodoxen Kirche in Orłowo, einer Filialkirche der Pfarrei Giżycko  in der Diözese Białystok-Gdańsk, oder zur evangelischen Kirchengemeinde in Wydminy (Widminnen), einer Filialgemeinde der Pfarrkirche Giżycko (Lötzen) in der Diözese Masuren der Evangelisch-Augsburgischen Kirche in Polen.

## Verkehr
Jelonek, selber im Powiat Olecki gelegen, ist durch Nebenstraßen bzw. Landwege mit den Nachbarorten verbunden: mit Wronki (Wronken, 1938 bis 1945 Fronicken), ebenfalls im Powiat Olecki gelegen, und mit Orłowo (Orlowen, 1938 bis 1945 Adlersdorf) sowie Jelonek (Grünheyde, 1938 bis 1945 Grünheide, Forst), die zum Powiat Giżycki gehören. Eine Bahnanbindung besteht nicht mehr, seit die Bahnstrecke Kruglanken–Marggrabowa (Oletzko)/Treuburg kriegsbedingt nicht mehr betrieben wird.